# Brundinia marina
Brundinia marina är en skalbaggsart som först beskrevs av Étienne Mulsant och Claudius Rey 1853.  Brundinia marina ingår i släktet Brundinia, och familjen kortvingar. Arten är reproducerande i Sverige.